# MasterChef (Israel)
MasterChef (en hebreo: מאסטר שף) es un programa de televisión israelí emitido desde el 14 de octubre de 2010 hasta la actualidad. El programa a través de una competencia tiene como objetivo buscar al mejor chef de Israel, asimismo, está basado en un espacio de televisión británico homónimo original de BBC, que en esta ocasión fue adaptado por Gil Productions y transmitido localmente por Canal 2 desde 2010 hasta 2016 y desde 2017 por Keshet 12. Debido al éxito, el programa se ha mantenido al aire por nueve temporadas, de las cuales fueron dos especiales tituladas Junior MasterChef donde solo participaban niños desde 8 a 14 años y un Masterchef VIP donde participaban diferentes celebridades.
En el programa cada participante debe competir y ser evaluado por los jueces quienes van eliminando participantes con el paso de los episodios y finalmente determinan al ganador que se gana NIS 200.000 (250.000 en primera temporada), la publicación de su propio libro de recetas, una cocina totalmente equipada y el trofeo de MasterChef. Tras finalizar su primera temporada, MasterChef se convirtió en el programa de televisión más visto durante 2010 en Israel con más de 1,5 millones de espectadores. Ya en la tercera temporada que obtuvo una audiencia de 46,6% y máximas de hasta 52,3%, le permitió convertirse en el programa más visto en la historia de la televisión en Israel.

## Formato

### Pruebas
El programa lleva un formato que consta de pruebas fijas en las que ocurren varios sucesos para tener como resultado una eliminación cada programa, las cuales son:
- Desafío de la caja misteriosa: Los participantes recibirán un número de ingredientes con los que deben a hacer un platillo a su gusto, deben utilizan cualquier cantidad de los ingredientes que desee, y tienen la libertad de omitir los que deseen.
- Desafío de adivinar el sabor: A los concursantes se les entrega un plato y se les pide que nombren los ingredientes, por cada respuesta correcta anotan un punto, hasta su primer error. el concursante con la puntuación más baja pasa a la prueba de eliminación.
- Prueba de eliminación: El equipo ganador observará a sus compañeros que han perdido. El equipo perdedor deberá cocinar la receta indicada por el jurado. El jurado «deliberará» y el dueño/a del «peor» plato abandonará el programa definitivamente.
- Prueba de presión: Es la prueba más dura. Una estrella importante visitará el programa y les enseñará su mejor creación y la tendrán que hacer, por lo general son platos complejos de realizar.
- Prueba de invención: La prueba requiere que los concursantes desarrollen un plato libre, por lo general con una cierta premisa, tales como que el plato no tenga un valor más alto que un precio determinado, que la preparación debe contener un cierto ingrediente o ser una adaptación de otros. La prueba de invención es por lo general el desafío que lleva a las eliminaciones.

## Jueces
- Haim Cohen (2010-): Es un chef, condujo anteriormente los programas de cocina El ajo, pimienta y aceite de oliva en Canal 1, Supper Club, Licencia para disfrutar y Cocinemos juntos en el Canal 2. Ha sido el autor de los libros de cocina «Haim Cohen cocineros» y «Haim Cohen» y «Eli Landau cocinero». Se especializa en cocina francesa, mediterránea y de fusión. Hoy en día el propietario de los famosos restaurantes Dixie, Philadelphia e Ifo Tel Aviv.

- Eyal Shani (2010-): Es un chef, anteriormente tuvo un restaurante de lujo llamado Ocean. Fue presentador de los programas de cocina Alimento para el pensamiento y Donde los alimentos en Canal 8, también fue columnista de cocina en el diario Haaretz. Actualmente posee los restaurantes Norte Abraxas, Vida y Fort Said.

- Michal Ansky (2010-): Es una Periodista, presentadora de televisión y crítica, hizo un máster postgrado de gastronomía en Italia y fue fundadora del Mercado de los agricultores en Israel.[4]

- Rafi Adar (2010): Es un cineasta, músico y chef. Tiene un restaurante italiano llamado Pronto y fue el autor de un libro de cocina del mismo nombre. Anteriormente, fue parte del jurado de un Campeonato de restaurantes. Su participación en MasterChef fue fugaz y el 31 de octubre, dos semanas y media después de la primera emisión de la primera temporada, fue acusado de acoso sexual por parte de un trabajador de producción, por lo cual fue despedido debido al incidente.[5]

- Jonatan Roshfeld (2011-2016): Es un chef, anteriormente tuvo un restaurante de lujo llamado Roshfeld. Antes de la apertura de restaurantes en Israel, trabajo en diferentes restaurantes de Francia. Asimismo, es autor de los libros «El Libro de la carne», «Mariscos», «Pescado Kosher» y «Sólo Jonathan Roshfeld». Hoy él es el dueño y chef del restaurante Herbert Samuel, Ahad Tapas e IBNA Montefiore. Se convirtió en miembro del panel de jueces a partir de la segunda temporada para reemplazar a Rafi Adar y se mantuvo hasta la sexta temporada.[6]

- Israel Aharoni (2017-): Es un chef especializado en cocina asiática y francesa. Anteriormente, fue dueño de los restaurantes Yin Yang, Tai Chi y Shaolin, entre otros. Además, ha participado en varios programas de cocina, ha sido consultor culinario para restaurantes en Israel y en el extranjero, también fue columnista de cocina para el diario Yedioth Ahronoth y ha lanzado varios libros de cocina. Se convirtió en juez del programa en la séptima temporada tras la salida de Jonatan Roshfeld en 2016.

## Primera edición (2010)
| Nombre             | Edad | Residencia    | Ocupación               | Resultado     |
| ------------------ | ---- | ------------- | ----------------------- | ------------- |
| Ina Kravetsky      | 35   | Tel Aviv      | Empleada administrativa | Ganadora      |
| Elkana Bitton      | 24   | Jerusalén     | Modelo                  | 2.º Finalista |
| Smadar Vaknin      | 33   | Tel Aviv      | Diseñador grafíco       | 3.º Finalista |
| Aviva Fibko        | 29   | Haifa         | Ama de casa             | 9.ª Eliminada |
| Itzik Harel        | 41   | Rishon LeZion | Rabino                  | 8.º Eliminado |
| Musa Abu Sris      | 30   | Tel Aviv      | Pastelero               | 7.º Eliminado |
| Ran Vasiliver      | 45   | Acre          | Empresario              | 6.º Eliminado |
| Morria Ka'atavi    | 62   | Herzliya      | Ama de casa             | 5.ª Eliminada |
| Adi Mizrahi        | 42   | Tel Aviv      | Banquero                | 4.º Eliminado |
| Gal Leibowitz      | 39   | Jerusalén     | Periodista              | 3.ª Eliminada |
| Galit Bonfeld      | 19   | Petaj Tikva   | Estudiante de Derecho   | 2.ª Eliminada |
| Aviv Ezer Fischler | 37   | Ashdod        | Abogado                 | 1.º Eliminado |

## Temporadas
| Temporada           | Episodios | Ganador                |
| ------------------- | --------- | ---------------------- |
| Primera (2010)      | 14        | Ina Kravetsky          |
| Segunda (2011)      | 21        | Avi Levy               |
| Junior (2012)       | 10        | Daniel Tirosh          |
| Tercera (2013)      | 23        | Tom Franz              |
| Cuarta (2014)       | 24        | Nof Atamnah            |
| VIP (2015)          | 14        | Shay Avivi             |
| Quinta (2015)       | 24        | Massimiliano Di Matteo |
| Sexta (2016)        | 16        | Tom Aviv               |
| Séptima (2017-2018) | 21        | Yehuda Amar            |